# Eupithecia accurata
Eupithecia accurata là một loài bướm đêm trong họ Geometridae.